# George Auriol

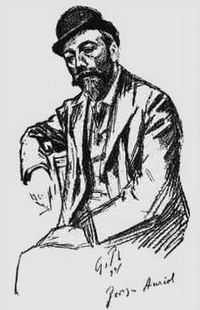
George Auriol
(Georges Redon, 1894)

George Auriol, eigentlich Jean-Georges Huyot (* 26. April 1863 in Beauvais (Oise); † 3. Februar 1938 in Paris) war ein französischer Lyriker, Liedtexter, Grafiker und Künstler des Jugendstils.

## Leben und Werk
Auriol kam 1883 nach Paris und wurde in die Typographie und Buchgestaltung durch Eugène Grasset eingewiesen. Ab 1885 arbeitete er für die Redaktion der satirischen Zeitschrift Chat noir, die von dem Club Le Chat Noir in Paris publiziert wurde. Er komponierte nebenbei Chansons (Am berühmtesten wurde die Romanze «Quand les lilas refleuriront»). Auriol arbeitete als Illustrator für die Verlage Éditions Larousse und Hachette. Auriol, ein Bohemien, war befreundet mit Erik Satie.
1900 begann Auriol in Zusammenarbeit mit Georges Peignot, dem Direktor von Deberny & Peignot, die Schriftarten Auriol (1901–1904) und Robur zu entwerfen. Auriol, La Française, Champlève, Le clair de lune und Robur befinden sich heute im Besitz von Linotype.
Auriol schuf Theaterplakate für André Antoines Théâtre Libre und für das Théâtre du Chat Noir am Montmartre.